# Římskokatolická farnost Pržno
Římskokatolická farnost Pržno je územní společenství římských katolíků s farním kostelem Narození Panny Marie v děkanátu Vsetín. 

## Historie farnosti
Nejstarší písemná zmínka o obci pochází z roku 1372. Farní kostel byl postaven v roce 1889 na místě zbořeného kostela z roku 1525.

## Duchovní správci
Od července 2009 zde působil jako administrátor excurrendo R. D. Mgr. Karel Hořák. Toho s platností od července 2018 vystřídal R. D. Mgr. Jerzy Piotr Szwarc.

## Bohoslužby
| Kostel               | Místo | Bohoslužba (den)   | Hodina     | Poznámka     |
| -------------------- | ----- | ------------------ | ---------- | ------------ |
| Narození Panny Marie | Pržno | neděle úterý pátek | 8.45 18.30 | farní kostel |

## Aktivity ve farnosti
Na území farnosti se pravidelně pořádá tříkrálová sbírka. V roce 2017 se při ní v Pržně vybralo 24 527 korun, v Jablůnce 46 744 korun a v Mikulůvce 17 488 korun. 